# نبيهة محيدلي
نبيهة محيدلي (1962-) كاتبة لبنانية. أُصدر لها ما يزيد عن مئة قصة موجهة للطفل. حازت على جائزة «اتصالات» السنوية ثلاث مرات عن كتاب «أنا أحب» في عام 2009  و«كائنات سقف الغرفة» في عام 2012 و «أبو كركوبة» في عام 2019.

## السيرة الذاتية
ولدت نبيهة محيدلي في عام 1962 في بيروت، لبنان. أنهت دراستها الجامعية في الجامعة اللبنانية حاصلة على شهادتي بكالوريوس في علم الأحياء والصحافة. وفي عام 1999 حصلت على شهادة الماجستير في التربية من جامعة القديس يوسف.  شغلت نبيهة محيدلي منصب رئيسة تحرير مجلة «توتة توتة» ومجلة «أحمد» وأسست نبيهة في عام 1989 داراً للنشر أطلقت عليها اسم «دار الحدائق» والتي تعنى بنشر كتب ومجلات الأطفال. حاز كتابها «أنا أحب» في عام 2009 بجائزة «اتصالات» لكتاب الطفل وحاز كتاب «كائنات سقف الغرفة» على ذات الجائزة في عام 2012، وكذلك حاز كتاب «أبو كركوبة» على هذه الجائزة ضمن فئة أفضل إخراج أفي عام 2019.

## أعمال ومؤلفات
صدر لمحيدلي العديد من المؤلفات المخصصة للأطفال من ضمنها:
- «يوميات مهتدي 1» سلسلة قصص مصورة، دار الحدائق، 1997
- «غسان يعرف ما هو التلوث» سلسلة مكتبتي الأولى، دار الحدائق، 1999
- «كيف حال الجو؟» سلسلة نافذتي الأولى، دار الحدائق، 2009
- «قصة الكتاب» سلسلة رسمة كلمة، دار الحدائق، 2009 «حزن وفرح» سلسلة نسمة، دار الحدائق، 2009
- «إصبع مرمر» سلسلة مرمر، دار الحدائق، 2010
- كائنات سقف الغرفة، دار الحدائق، 2011
- «أنا أحب» سلسلة رسمة كلمة، دار الحدائق، 2011
- «الحيطة -الحذر- الذكاء - الثقة بالنفس» سلسلة الغراب والثعلب دار الحدائق 2011
- «اظهر وبان... عليك الأمان» سلسلة كتاب تفاحة دار الحدائق، 2012
- أحسن القصص، دار الحدائق،2013
- قصة مثل، دار الحدائق، 2013

## الجوائز
حازت نبيهة محيدلي على:
- جائزة «الصحافة العربية» من نادي الصحافة العربية عن مجلة «توتة توتة»[4]
- جائزة "اتصالات" السنوية لكتاب الطفل عن كتاب «أنا أحب» - 2009
- جائزة "اتصالات" السنوية عن كتاب «كائنات سقف الغرفة» - 2012
- جائزة "اتصالات" السنوية ضمن فئة أفضل إخراج عن كتاب «أبو كركوبة» - 2019